# Hans Siemensmeyer
Hans Siemensmeyer (ur. 23 września 1940 w Oberhausen) – niemiecki piłkarz grający na pozycji pomocnika lub napastnika, reprezentant kraju, trener.
Wychowanek SV Osterfeld 06. Reprezentował barwy SuS 21 Oberhausen, Rot-Weiß Oberhausen, Hannoveru 96 (278 meczów/72 gole w Bundeslidze – rekord strzelecki Dolnej Saksonii, 22 mecze/5 goli w Pucharze Niemiec, 14 meczów/7 goli w Pucharze Miast Targowych) oraz TSV Havelse. Uważany za najlepszego zawodnika w historii Hannoveru 96. Natomiast w karierze trenerskiej był grającym trenerem TSV Havelse oraz drużyn juniorskich i seniorskiego Hannoveru 96.

## Kariera piłkarska
Hans Siemensmeyer jest z wykształcenia elektrykiem. Karierę piłkarską rozpoczął w 1948 roku juniorach SV Osterfeld 06, gdzie początkowo był środkowym napastnikiem. Następnie rozpoczął profesjonalną karierę w SuS 21 Oberhausen, po czym przeniósł się do Rot-Weiß Oberhausen, w którym w latach 1960–1963 grał w rozgrywkach Oberligi zachodniej, a po zmianie w 1963 roku systemu rozgrywek w latach 1963–1965 w Regionallidze zachodniej.
W 1965 roku został zawodnikiem występującego w Bundeslidze Hannoveru 96, w którym grał aż do spadku klubu z krajowej elity w sezonie 1973/1974. Najlepsze sezony w barwach Czerwonych rozegrał w sezonie 1966/1967 oraz w sezonie 1970/1971, w których z klubem zajmował odpowiednio 9. i 10. miejsce. 1 stycznia 1974 roku podjął pracę w niepełnym wymiarze godzin jako pracownik zakładów komunalnych w Hanowerze.
Następnie został zawodnikiem występującego w Regionallidze północnej TSV Havelse, w którym w 1975 roku zakończył piłkarską karierę.

## Kariera trenerska
Hans Siemensmeyer jeszcze w trakcie kariery piłkarskiej rozpoczął karierę trenerską. W latach 1974–1984 trenował występującego w Regionallidze północnej TSV Havelse, w którym występował sporadycznie jako zawodnik. Potem wrócił do Hannoveru 96, w którym w latach 1984–1988 z sukcesami trenował drużyny juniorskie, a od września 1988 roku do 21 marca 1989 roku trenował seniorską drużynę Czerwonych.

## Kariera reprezentacyjna
Hans Siemensmeyer w 1967 roku został powołany przez selekcjonera reprezentacji RFN – Helmuta Schöna do drużyny Die Mannschaft, w której rozegrał 3 mecze. Debiut zaliczył 27 września 1967 roku na Stadionie Olimpijskim w Berlinie Zachodnim w wygranym 5:1 meczu towarzyskim z reprezentacją Francji, w którym w 47. i 58. minucie (na 2:0, 3:0) zdobył swoje jedyne 2 gole dla drużyny Die Mannschaft, natomiast swój ostatnim mecz rozegrał 22 listopada 1967 roku na Stadionie 23 sierpnia w Bukareszcie w przegranym 0:1 meczu towarzyskim z reprezentacją Rumunii.

## Statystyki

### Reprezentacyjne
| Reprezentacja | Rok     | Mecze | Gole |
| ------------- | ------- | ----- | ---- |
| RFN           | 1967    | 3     | 2    |
| Łącznie       | Łącznie | 3     | 2    |

| Mecze i gole w reprezentacji | Mecze i gole w reprezentacji | Mecze i gole w reprezentacji | Mecze i gole w reprezentacji | Mecze i gole w reprezentacji | Mecze i gole w reprezentacji | Mecze i gole w reprezentacji |
| Lp.                          | Data                         | Miasto                       | Przeciwnik                   | Wynik                        | Gole                         | Rozgrywki                    |
| ---------------------------- | ---------------------------- | ---------------------------- | ---------------------------- | ---------------------------- | ---------------------------- | ---------------------------- |
| 1.                           | 27.09.1967                   | Berlin Zachodni              | Francja                      | 5:1                          | Gol · Gol                    | Mecz towarzyski              |
| 2.                           | 07.10.1967                   | Hamburg                      | Jugosławia                   | 3:1                          |                              | El. Euro 1968                |
| 3.                           | 22.11.1967                   | Bukareszt                    | Rumunia                      | 0:1                          |                              | Mecz towarzyski              |

## Mistrzostwa świata 2006
Hans Siemensmeyer za swoje zasługi sportowe dla Hannoveru 96 został mianowany oficjalnym ambasadorem komitetu organizacyjnego mistrzostw świata 2006 w Niemczech jako reprezentant Hanoweru jako jeden z 12 honorowych mistrzów sportu reprezentujących swoje miasto na imprezach promocyjnych turnieju.